# Anna Waronker
Anna Jeanette Waronker (Los Angeles, 10 luglio 1972) è una cantautrice, musicista e compositrice statunitense.

## Biografia
Figlia del produttore discografico Lenny Waronker e sorella del batterista e produttore Joey Waronker, è moglie del bassista Steve McDonald.
Nel 1991 ha fondato con Petra Haden, Rachel Haden e Tony Maxwell il gruppo That Dog, con cui ha pubblicato tre dischi. Nel corso della sua carriera ha collaborato con il marito Steve McDonald, con Beck e con altri artisti. Nel 2002 ha pubblicato il suo primo album solista. Ha interpretato Joan Jett nel film What We Do Is Secret (2007) riguardante la vita di Darby Crash.

## Discografia
That Dog
- 1994 - That Dog
- 1995 - Totally Crushed Out!
- 1997 - Retreat from the Sun

Ze Malibu Kids
- 2002 - Sound It Out

Solista
- 2002 - Anna
- 2009 - Castle (Music from the TV Show) - EP
- 2011 - California Fade

## Colonne sonore
- Opposite Sex – serie TV, 8 episodi (2000)
- Help Me Help You – serie TV, 8 episodi (2006)
- In the Motherhood – serie TV, 8 episodi (2009)
- Shrill – serie TV, 22 episodi (2019-2021)
- The Republic of Sarah – serie TV, 13 episodi (2021)
- Call Me Kat – serie TV (2021-in corso)
- Yellowjackets – serie TV (2021-in corso)